# Euphrasia borneensis
Euphrasia borneensis là loài thực vật có hoa thuộc họ Cỏ chổi. Loài này được Stapf mô tả khoa học đầu tiên năm 1894.